# Macroglossum nubilum
Macroglossum nubilum  es una polilla de la familia Sphingidae. Se sabe que vuela en Queensland, Papúa Nueva Guinea y el archipiélago de las Luisiadas, también perteneciente a Papúa Nueva Guinea.